# Нова Деревня (Кстовський район)
Нова Деревня (рос. Новая Деревня) — присілок в Кстовському районі Нижньогородської області Російської Федерації.
Населення становить 132 особи. Входить до складу муніципального утворення Большемокринська сільрада.

## Історія
Від 2009 року входить до складу муніципального утворення Большемокринська сільрада.

## Населення
| 2002 | 2010 |
| ---- | ---- |
| 44   | ↗132 |